# Kitbukha

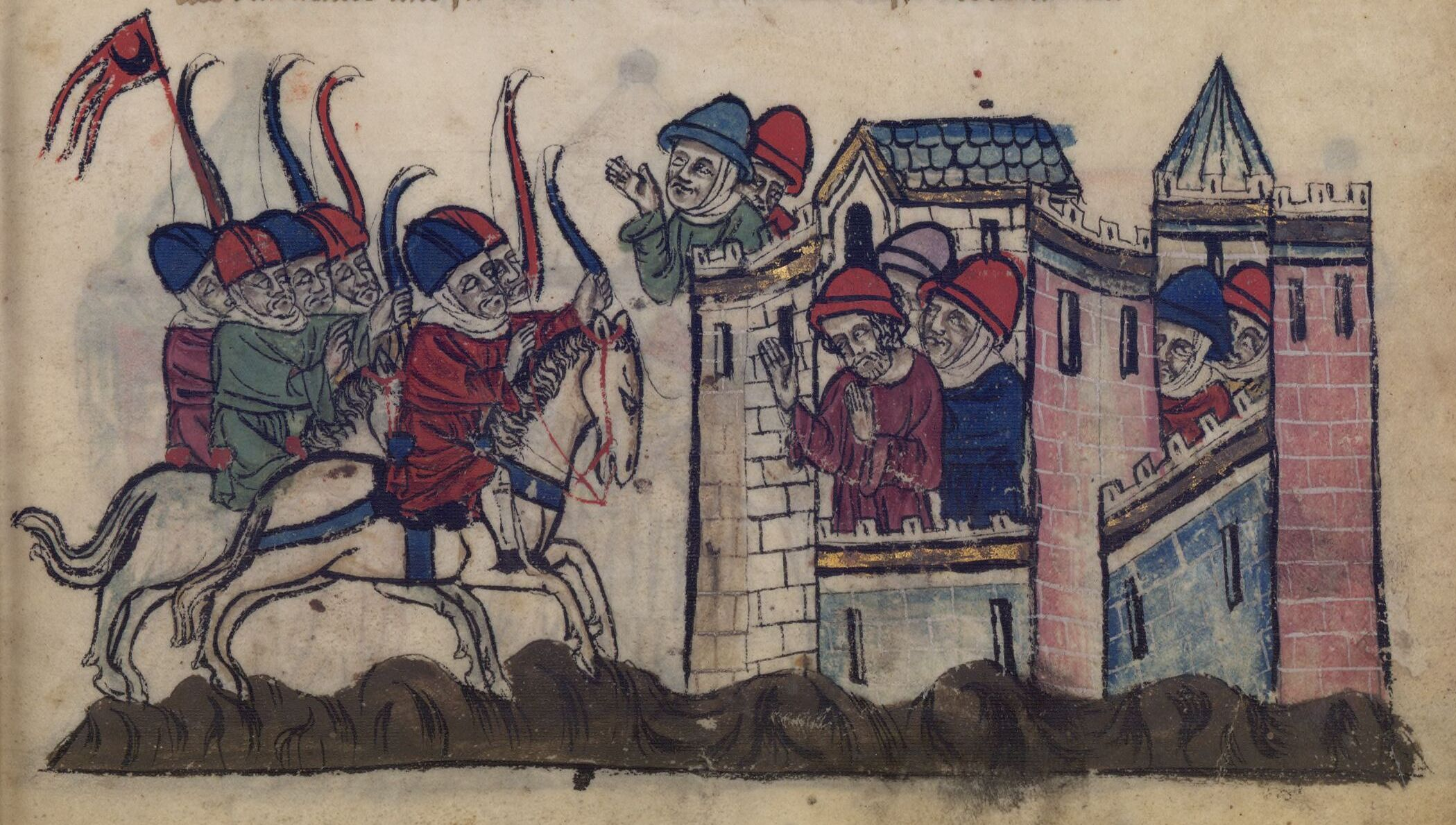
Angriff auf Sidon 1260 durch die Mongolen unter Kitbukha.

Kitbukha (auch Kitbuqa oder Ket Bukha, mongolisch Хитбуха; † 3. September 1260 bei ʿAin Dschālūt) war ein mongolischer Heerführer.
Er war ein nestorianischer Christ und gehörte zur Volksgruppe der Naimanen. Er war ein Gefolgsmann des Hülegü und führte ab 1252 ein Vorauskommando, das Festungen der Nizari-Ismailiten (Assassinen) im Elburs-Gebirge belagerte und eroberte. Ein Mordversuch der Assassinen auf ihn schlug fehl und nach Eintreffen des Hauptheeres unter Hülegü konnte 1256 die Hauptfestung der Assassinen in Alamut eingenommen werden.
Er nahm an der Seite Hülegüs an der Eroberung des restlichen Iran und des Irak teil, wo dieser das Ilchan-Reich errichtete. Bei der Eroberung von Bagdad 1258 kommandierte er den linken Flügel des mongolischen Heeres. Am 1. März 1260 zog Kitbukha an der Spitze des mongolischen Heeres in Damaskus ein, und verwüstete kurz darauf die Kreuzfahrer-Stadt Sidon, deren Graf Julian Garnier in den neuerlich mongolischen Territorien geplündert hatte. Da im August 1259 der mongolische Großkhan Möngke gestorben war, sah sich Hülegü nach der Einnahme von Damaskus veranlasst, zur Regelung von dessen Nachfolge mit einem Großteil seines Heeres aus Syrien abzuziehen, und überließ Kitbukha das dortige Kommando.
Mit seiner deutlich verringerten Streitmacht stellte sich Kitbukha nun den ägyptischen Mamluken. Ende August 1260 hatte er den Jordan überquert und drang ins östliche Galiläa ein. Am 3. September 1260 geriet er bei ʿAin Dschālūt in den Hinterhalt eines  mamlukischen Heeres unter Sultan Saif ad-Din Qutuz und wurde nach hartem Kampf in der Schlacht bei ʿAin Dschālūt entscheidend geschlagen. Kitbukha selbst wurde gefangen genommen und vor den Sultan geführt, den er bedrohte und verspottete; dieser ließ ihn enthaupten.